# 허버트 로스
허버트 로스(Herbert Ross, 본명: 허버트 데이비드 로스, Herbert David Ross, 1927년 5월 13일 ~ 2001년 10월 9일)는 미국의 배우, 안무가, 감독, 제작자이다. 영화와 극장에서 주로 활동했다. 《터닝 포인트》(1977)로 1978년 제35회 골든 글로브상 감독상을 수상하였으며, 아카데미상 후보에 두 차례, 토니상 후보에 한 차례 올랐다.

## 작품 목록

### 영화 연출
- 굿바이 미스터 칩스 (1969)
- 카사블랑카여, 다시 한번 (1972)
- 선샤인 보이 (1975)
- 바브라 스트라샌드의 갈채 (1975)
- 터닝 포인트 (1977)
- 굿바이 걸 (1977)
- 캘리포니아의 다섯 부부 (1978)
- 자유의 댄스 (1984)
- 나의 성공의 비밀 (1987)
- 철목련 (1989)
- 나의 푸른 하늘 (1990)
- 야망의 제물 (1991)
- 스포트라이트 (1991)
- 첩보원 가족 (1993)
- 보이즈 온 더 사이드 (1995)

### 영화 제작
- 카르멘 존스 (1954)
- 화니 걸 (1968)

### 연극 출연
- 맥베스 (1942)

### 무용 안무
- 아메리칸 발레 시어터 (1950)